# Kennis- en Zorgcentrum Genderdysforie
Het Kennis- en Zorgcentrum Genderdysforie (KZcG), is een transgenderkliniek in het  Amsterdam UMC, locatie VUmc in Amsterdam.
De kliniek, die opende in 1972, is een van de grootste genderklinieken en onderzoeksinstituten in de wereld. De kliniek heeft inmiddels ongeveer 10.000 personen met genderproblematiek behandeld (peildatum 2021).
De eerste directeur was Louis Gooren. Hij werd opgevolgd door Prof. dr. Peggy Cohen-Kettenis. Thans is Dr. Annelou de Vries de leidinggevende.
In oktober 2023 kreeg de kliniek de kritiek dat de behandelmethode op onvoldoende wetenschappelijk bewijs zou steunen.